# سفيان شو
سفيان شو هو برنامج غنائي للأطفال أنتجه الممثل سفيان الشعري. تقوم فكرة البرنامج بالطلب من المشترك (الطفل) الغناء على المسرح على طريقة البلاي باك.

## الحكام
- كوثر الباردي
- عبد الحميد قياس
- جلول الجلاصي